# Американский театр военных действий (1939—1945)
Американский театр военных действий  — второстепенный театр военных действий во время Второй мировой войны, включавший всю континентальную американскую территорию и простиравшийся на 200 миль (320 км) в океан.
Из-за географического отдаления Северной и Южной Америки от основных театров военных действий (в Западной и Восточной Европе, Средиземноморье и на Ближнем Востоке, а также в Тихом океане) угроза вторжения стран Оси в континентальную часть США или другие регионы Северной и Южной Америки была незначительной, и на театре военных действий было относительно мало боестолкновений. Военные действия включали битву у Ла-Платы, атаки Восточного побережья подводными лодками, кампанию за Алеутские острова, битву в заливе Святого Лаврентия и некоторые другие. Шпионские усилия нацистов на территории Америки включали, например, операцию «Боливар».